# 375 aC
El 375 aC va ser un any del calendari romà prejulià. En aquell temps, era conegut com a primer any sense tribunat ni consolat (o, més rarament, any 379 ab urbe condita). L'ús del nom «375 aC» per referir-se a aquest any es remunta a l'alta edat mitjana, quan el sistema Anno Domini va ser el mètode de numeració dels anys més comú a Europa.

## Esdeveniments

### Antiga Grècia
- Batalla de Tegira, un enfrontament entre les forces d'hoplites de Tebes i d'Esparta l'any 375 aC. L'exèrcit tebà sota Pelòpides es va veure desafiat per una força espartana considerablement major mentre es retiraven d'un atac fallit a Orcomen, però els tebans van atacar amb èxit i van derrotar els espartans. La batalla és la primera ocasió en què una força espartana és derrotada per un enemic numèricament inferior.[2]
- Jàson, tirà de Feres i tagos de Tessàlia, domina tota la Tessàlia excepte Farsàlia on governa Polidames. Té el suport d'Àlcetes I de l'Epir i de la Lliga Beòcia, especialment de la ciutat de Tebes.[3]
- Nicòloc, navarc espartà, va ser enviat contra Timoteu, militar atenès, a la mar Jònica. Amb una força inferior a la dels atenencs va lliurar batalla prop d'Alízia a la costa d'Acarnània on va ser derrotat, però tot seguit va rebre el reforç de sis vaixells ambraciotes i de nou va desafiar a Timoteu, que de moment va refusar l'enfrontament, però que poc després, quan se li van unir setanta vaixells de Còrcira, va aconseguir el domini total de la mar.[4]

### Antiga Roma
- Comença un període d'anarquia a Roma. Des d'aquest any fins al 371 aC no hi van haver magistrats curuls. Els tribuns de la plebs Gai Licini Calvus Estoló i Luci Sexti Sextí Laterà van presentar unes propostes legislatives favorable als plebeus, les Lleis Liciniae-Sextiae, que van trobar una resistència violenta per part dels patricis. Aquests, amb la col·laboració d'altres tribuns de la plebs, van aconseguir oposar-se a les propostes dels dos tribuns, Licini i Sexti, que, en represàlia per les polítiques conservadores dels patricis i utilitzant el dret de veto que tenien els tribuns plebeus, van impedir, durant cinc anys consecutius, l'elecció dels tribuns consulars. Van ser tribuns de la plebs des del 376 aC fins al 367 aC.[5]